# 費氏塘鱧
费氏塘鱧（学名：Eleotris feai）为塘鳢科塘鳢属的一种鱼类。其学名最早在1974年被提出，物种目录中未有列明任何亚种。